# Carex pseudovulpina
Carex pseudovulpina är en halvgräsart som beskrevs av Karl Carl Richter. Carex pseudovulpina ingår i släktet starrar, och familjen halvgräs. Inga underarter finns listade i Catalogue of Life.